# Pomniki przyrody w Warszawie
Pomniki przyrody w Warszawie – pomniki przyrody znajdujące się w granicach administracyjnych miasta stołecznego Warszawy.
We wszystkich dzielnicach Warszawy znajduje się łącznie ok. 500 pomników przyrody. W spisie uwzględnione są m.in. grupy drzew pomnikowych w Ogrodzie Botanicznym oraz w ogrodach w Wilanowie i Powsinie.
Prócz drzew występuje też kilkanaście stanowisk głazów narzutowych, głównie granitów.
Wykazy pomników przyrody prowadzone przez różne instytucje nie są ze sobą całkowicie zgodne. Czasem w czasie weryfikacji wykazów nie udaje się zidentyfikować obiektu lub okazuje się, że uległ zniszczeniu.
Oprócz pomników przyrody ochronie w Warszawie podlega 12 rezerwatów przyrody, 5 użytków ekologicznych i 5 zespołów krajobrazu.
|  | Zobacz multimedia związane z tematem: Głaz Podchorążych |

|  | Zobacz multimedia związane z tematem: Dąb Mieszko |

|  | Zobacz multimedia związane z tematem: Dąb przy Prokuratorskiej 10 |

|  | Zobacz multimedia związane z tematem: Dąb, Kabaty |

|  | Zobacz multimedia związane z tematem: Jesiony w parku Wielkopolski |

|  | Zobacz multimedia związane z tematem: Buki w Ogrodzie Ulrychów |

|  | Zobacz multimedia związane z tematem: Dęby przy ulicy Kącik w Warszawie |

|  | Zobacz multimedia związane z tematem: Zespół 14 dębów szypułkowych pomiędzy ulicami Sąsiedzką i Braci zawadzkich w Warszawie |

|  | Zobacz multimedia związane z tematem: Buk przy Langiewicza 22 |

|  | Zobacz multimedia związane z tematem: Dąb szypułkowy „Hetman” |

|  | Zobacz multimedia związane z tematem: Dąb przy Rudzkiej |

|  | Zobacz multimedia związane z tematem: Dąb przy Gdańskiej 12 |

|  | Zobacz multimedia związane z tematem: Pomnikowa topola przy ul. Szczęsnej |

|  | Zobacz multimedia związane z tematem: Kasztanowiec przy Filtrach |

|  | Zobacz multimedia związane z tematem: Pomnikowa lipa przy Chlubnej 2 |

|  | Zobacz multimedia związane z tematem: Olsze w parku Stawy Kellera |

|  | Zobacz multimedia związane z tematem: Dęby przy ulicy Leśnej Polanki w Warszawie |

|  | Zobacz multimedia związane z tematem: para głazów narzutowych przy ul. Wróblej |

|  | Zobacz multimedia związane z tematem: para głazów narzutowych przy ul. Wróblej |

|  | Zobacz multimedia związane z tematem: Głazów narzutowy przy ul. Mozarta |

|  | Zobacz multimedia związane z tematem: Jesion przy Domu Baudouina |

|  | Zobacz multimedia związane z tematem: Dęby w lesie Anecin w Warszawie |

|  | Zobacz multimedia związane z tematem: Topola Obrońców |

|  | Zobacz multimedia związane z tematem: Głaz Ursynowski |

|  | Zobacz multimedia związane z tematem: Głaz Jana Czarnockiego |

|  | Zobacz multimedia związane z tematem: pomnikowa topola przy ulicy Brukselskiej |

|  | Zobacz multimedia związane z tematem: Dąb Karol |

|  | Zobacz multimedia związane z tematem: Głazy narzutowe w Królikarni |

|  | Zobacz multimedia związane z tematem: Dąb przy 1 sierpnia 40 |

|  | Zobacz multimedia związane z tematem: Platan w Parku Kombatantów |

|  | Zobacz multimedia związane z tematem: Głaz Walczącego Mokotowa |

|  | Zobacz multimedia związane z tematem: Jesion przy Świerszcza 10 |

|  | Zobacz multimedia związane z tematem: Kasztanowiec przy Potrzebnej 4a |

|  | Zobacz multimedia związane z tematem: Ulica Rybnicka |

|  | Zobacz multimedia związane z tematem: Platany przy Politechnice Warszawskiej |

|  | Zobacz multimedia związane z tematem: Topola w parku Malickiego |

|  | Zobacz multimedia związane z tematem: Głazy narzutowe na skwerze Małkowskich |

|  | Zobacz multimedia związane z tematem: Aleja brzozowa w ogródkach Rakowiec |

|  | Zobacz multimedia związane z tematem: Jałowce przy Łomiańskiej |

|  | Zobacz multimedia związane z tematem: Dąb na Dąbrówki |

|  | Zobacz multimedia związane z tematem: Aleja lipowa w al. Żwirki i Wigury |

|  | Zobacz multimedia związane z tematem: Buk w Parku skaryszewskim |

|  | Zobacz multimedia związane z tematem: 2 modrzewie w ogródkach Rakowiec |

|  | Zobacz multimedia związane z tematem: Limba w ogródkach Rakowiec |

|  | Zobacz multimedia związane z tematem: Świerk kłujący w ogródkach Rakowiec |

|  | Zobacz multimedia związane z tematem: Modrzew w ogródkach Rakowiec |

|  | Zobacz multimedia związane z tematem: Miłorząb w ogródkach Rakowiec |

|  | Zobacz multimedia związane z tematem: Azalia w ogródkach Rakowiec |

|  | Zobacz multimedia związane z tematem: Metasekwoja w ogródkach Rakowiec |

|  | Zobacz multimedia związane z tematem: Modrzew w ogródkach Rakowiec |

|  | Zobacz multimedia związane z tematem: Dąb przy Białobrzeskiej 14 |

|  | Zobacz multimedia związane z tematem: Klon w parku Kombatantów |

|  | Zobacz multimedia związane z tematem: Tulipanowiec w parku Kombatantów |

|  | Zobacz multimedia związane z tematem: Lipa w parku Kombatantów |

|  | Zobacz multimedia związane z tematem: Lipa w parku Kombatantów |

|  | Zobacz multimedia związane z tematem: Sosna czarna w parku Kombatantów |

|  | Zobacz multimedia związane z tematem: Sosna czarna w parku Kombatantów |

|  | Zobacz multimedia związane z tematem: Grusza na Puławskiej |

|  | Zobacz multimedia związane z tematem: Metasekwoje na Adampolskiej |

|  | Zobacz multimedia związane z tematem: Dęby na Słowiańskiej |

|  | Zobacz multimedia związane z tematem: Topola przy Smoleńskiego |

|  | Zobacz multimedia związane z tematem: Krąg megalityczny |

|  | Zobacz multimedia związane z tematem: Zespół pomnikowych dębów w parku pomiędzy ulicami Świerkową, Kostki Napierskiego i Parkową na warszawskiej Wesołej |

|  | Zobacz multimedia związane z tematem: Zespół pomnikowych dębów przy ulicy Jagiellońskiej na warszawskiej Wesołej |

|  | Zobacz multimedia związane z tematem: Dąb Maksymiliana Goldberga |

|  | Zobacz multimedia związane z tematem: Głazy narzutowe na skwerze A. Pawełka |

|  | Zobacz multimedia związane z tematem: Wiąz w parku Malickiego |

|  | Zobacz multimedia związane z tematem: Jawor Maria |

|  | Zobacz multimedia związane z tematem: Metasekwoja Kobendzów |

|  | Zobacz multimedia związane z tematem: klon w parku Malickiego |

|  | Zobacz multimedia związane z tematem: topola przed prawosławnym seminarium duchownym |

|  | Zobacz multimedia związane z tematem: topola przy ul. Władysława Warneńczyka |

|  | Zobacz multimedia związane z tematem: topola w parku Wielkopolski |

|  | Zobacz multimedia związane z tematem: głaz wydobyty z budowy Varso |

|  | Zobacz multimedia związane z tematem: Sosna Falenicka |

|  | Zobacz multimedia związane z tematem: kasztanowiec w parku Achera |

|  | Zobacz multimedia związane z tematem: dąb w parku Achera |

|  | Zobacz multimedia związane z tematem: grusza na Skwerze Rodziny Wolskich |